# چاکانا
چاکانا (به اسپانیایی: Chacana) یک کوه در اکوادور است که در اکوادور واقع شده‌است. چاکانا ۴٬۶۴۳ متر بالاتر از سطح دریا واقع شده‌است.